# Microsoft Office Mobile
Microsoft Office Mobile è la suite di un software di produttività personale della Microsoft per Windows Phone 7 e Windows Mobile. È composto da Word Mobile, Excel Mobile, PowerPoint Mobile, OneNote Mobile, e Outlook Mobile ,gli ultimi due disponibili solo su Windows Mobile e non su Windows Phone (OneNote è disponibile solo per Windows Phone 8). È concepito per essere compatibile con le versioni desktop del software. Office Mobile ha originariamente debuttato come Pocket Office su Windows CE 1.0 Handheld PC nel 1996. Da allora è stato aggiornato molte volte. L'ultima versione, chiamata Microsoft Office Mobile 2013 è stata lanciata il 29 ottobre del 2012 contemporaneamente al lancio di Windows Phone 8. Microsoft ha lanciato anche una versione di OneNote Mobile per iOS sull'Apple Store il 18 gennaio 2011.

## Storia
Office Mobile venne inizialmente lanciato come "Pocket Office", e venne installato per la prima volta sul sustema operativo Windows CE 1.0 nel 1996. Questa versione era specifica per gli Handheld PC, visto che non erano stati ancora lanciati Smartphone e Pocket PC. Il software includeva Pocket Word e Pocket Excel; PowerPoint, Access e Outlook vennero aggiunti in seguito.
Grossi aggiornamenti furono necessari per adattarlo al sistema operativo Windows Mobile, venne rinominato Office Mobile a partire dalla versione Windows Mobile 5.0. Questo rilascio di Office Mobile includeva anche per la prima volta PowerPoint Mobile.
Contemporaneamente al lancio di Microsoft OneNote 2007, venne aggiunta la versione su Office Mobile chiamata OneNote Mobile.